# 图卜鲁格

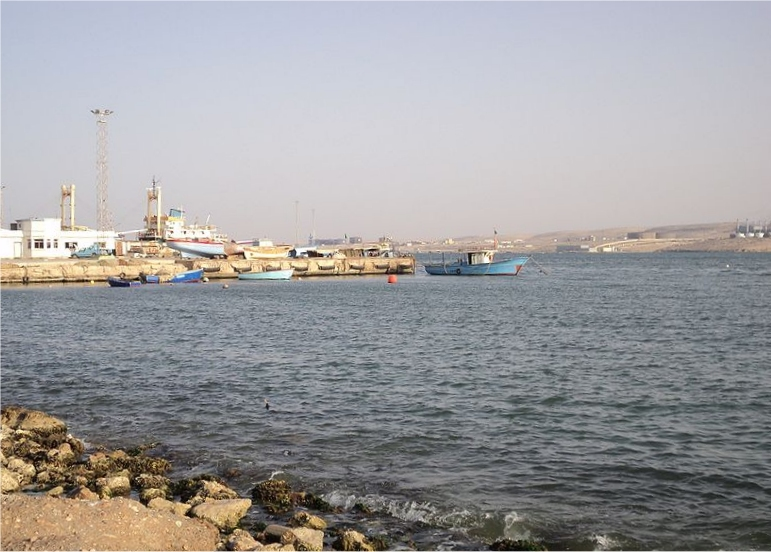
港口

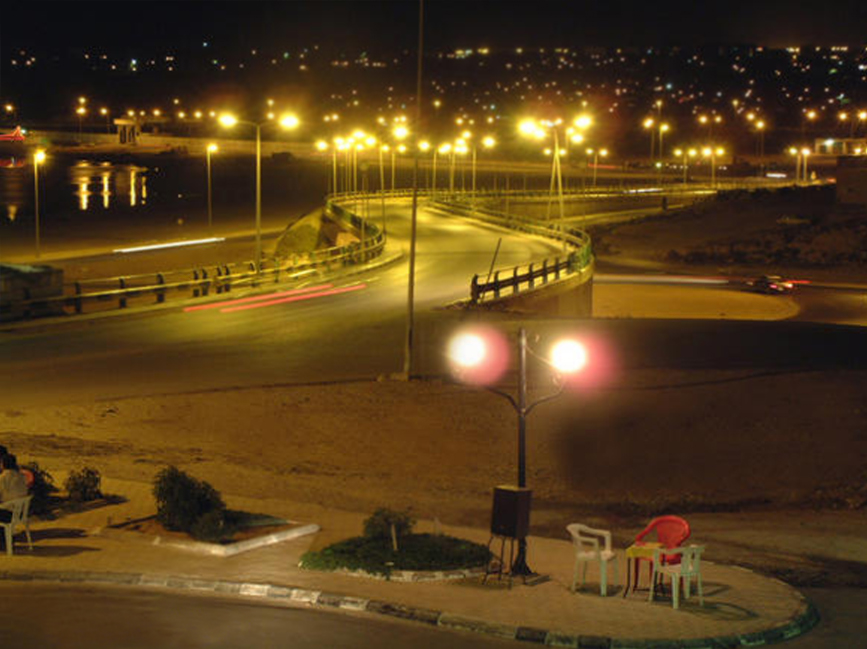
图卜鲁格夜景

图卜鲁格（阿拉伯语：‎）是位于利比亚东北部的一座港口城市，為布特南省首府。人口120,000（2011年）。